# Marta Eturaová
Marta Etura Palenzuela (* 28. října 1978 San Sebastián) je španělská filmová a divadelní herečka.

## Herecká kariéra
Absolvovala francouzské lyceum, pak navštěvovala herecké kursy Cristiny Roty a taneční školu. V roce 2001 získala první filmovou roli v komedii Joaquína Oristrella Sin vergüenza. V roce 2006 jí bylo uděleno na Berlínském mezinárodním filmovém festivalu ocenění Shooting Stars Award a na Mezinárodním filmovém festivalu v San Sebastiánu cena Maxe Factora. Čtyřikrát byla nominována na cenu Goya, získala ji v roce 2009 za roli Eleny ve filmu Daniela Monzóna Cela 211 – Vězeňské peklo. Za ztvárnění Marty Ribasové v televizním seriálu La sonata del silencio byla nominována na cenu Iris. Na divadelním festivalu v Méridě se představila v roli Antigony. Úspěch měla jako policejní vyšetřovatelka v trilogii Neviditelný strážce, Dědictví kostí	a Oběť bouří, kterou natočil Fernando González Molina podle knižní předlohy Dolores Redondové. V roce 2018 se stala členkou Akademie filmového umění a věd. Má dceru Cloe, narozenou roku 2017.

## Filmografie
- 2001 Sin vergüenza
- 2002 El caballero Don Quijote
- 2002 Nijaký život
- 2003 Mariposas de fuego
- 2003 La vida que te espera
- 2004 Mezi životem a snem
- 2005 Abys na mne nezapomněl
- 2006 Remake
- 2006 Všechny polohy lásky
- 2007 Někde v poušti
- 2007 13 růží
- 2008 Sedm minut
- 2009 Cela 211 – Vězeňské peklo
- 2011 Zatímco spíš
- 2011 Eva
- 2012 Nic nás nerozdělí
- 2013 Presentimientos
- 2014 Sexo fácil, películas tristes
- 2016 Muž tisíce tváří
- 2017 El guardián invisible
- 2019 Dědictví kostí
- 2020 Oběť bouří
- 2022 El color del cielo